# Mijaíl Antónov (ciclista)
Mijaíl Antónov (Izhevsk, 4 de enero de 1986) es un ciclista ruso que fue profesional de 2008 a 2013. 

## Palmarés
2009
- Moscow Cup
- Memorial Oleg Dyachenko

2010
- Circuito de las Ardenas, más 1 etapa
- Tour de Loir-et-Cher

2011
- 1 etapa del Tour de Loir-et-Cher